# Журав (Лодзинське воєводство)
Журав (пол. Żuraw) — село в Польщі, у гміні Броншевиці Серадзького повіту Лодзинського воєводства.
Населення — 116 осіб (2011).
У 1975-1998 роках село належало до Серадзького воєводства.

## Демографія
Демографічна структура станом на 31 березня 2011 року:
|          | Загалом | Допрацездатний вік | Працездатний вік | Постпрацездатний вік |
| -------- | ------- | ------------------ | ---------------- | -------------------- |
| Чоловіки | 59      | 15                 | 39               | 5                    |
| Жінки    | 57      | 11                 | 34               | 12                   |
| Разом    | 116     | 26                 | 73               | 17                   |